# Нью-Прейг (город, Миннесота)
Нью-Прейг (англ. New Prague) — город  в округах Скотт,Ле-Сур, штат Миннесота, США. На площади 6,8 км² (6,8 км² — суша, водоёмов нет), согласно переписи 2002 года, проживают 4559 человек. Плотность населения составляет 668,5 чел./км².
- Телефонный код города — 952
- Почтовый индекс — 56071
- FIPS-код города — 27-45808[1]
- GNIS-идентификатор — 0648516[2]